# Dietrich von Stechow

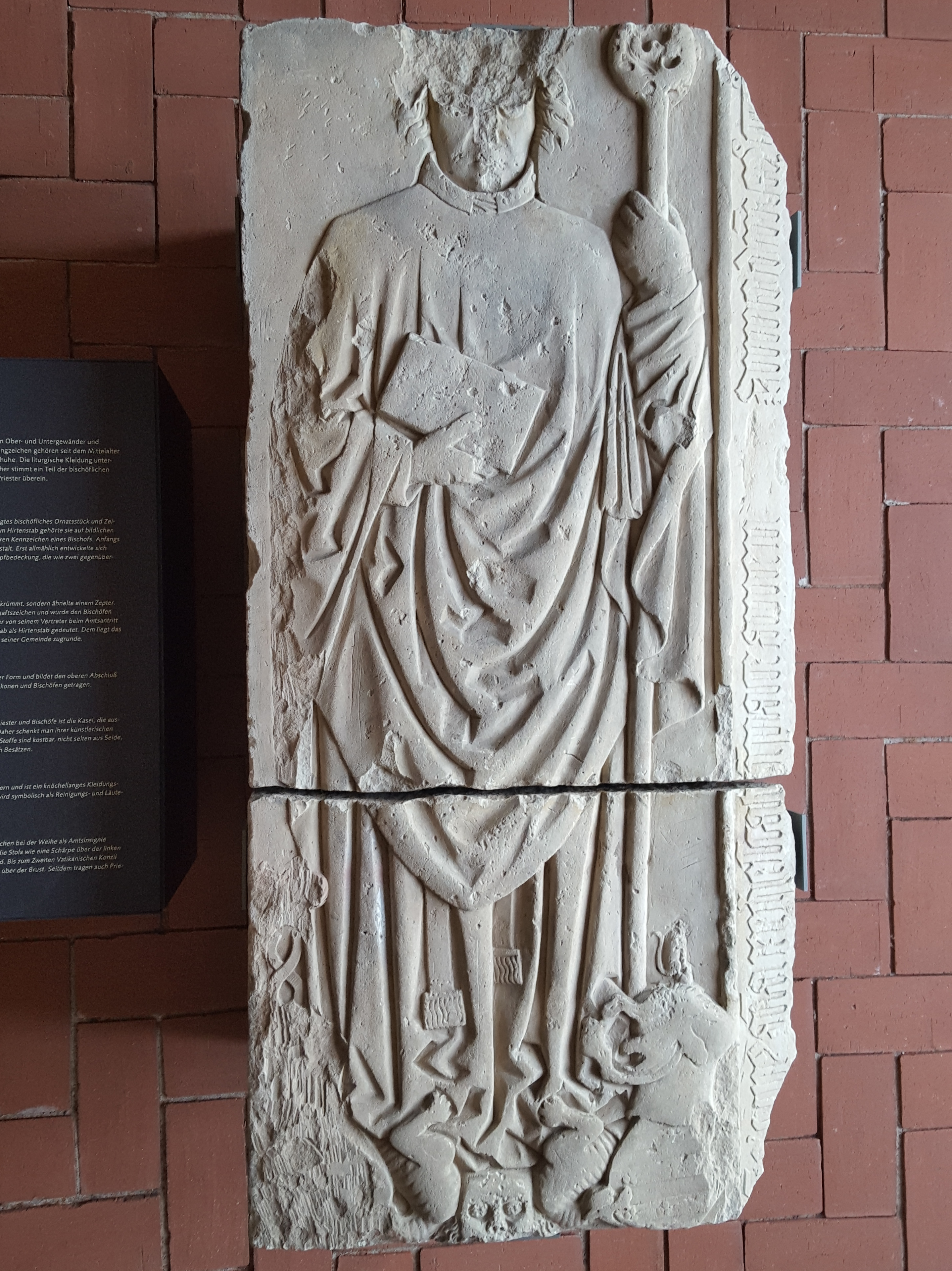
Grabplatte im Museum für brandenburgische Kirchen- und Kulturgeschichte des Mittelalters in Ziesar mit Darstellung des Bischofs Dietrich III.

Dietrich von Stechow († 1472) war als Dietrich III. Bischof des Bistums Brandenburg und als dieser Fürstbischof des Hochstifts Brandenburg. Er regierte von 1459 bis zu seinem Tod.

## Leben und Wirken

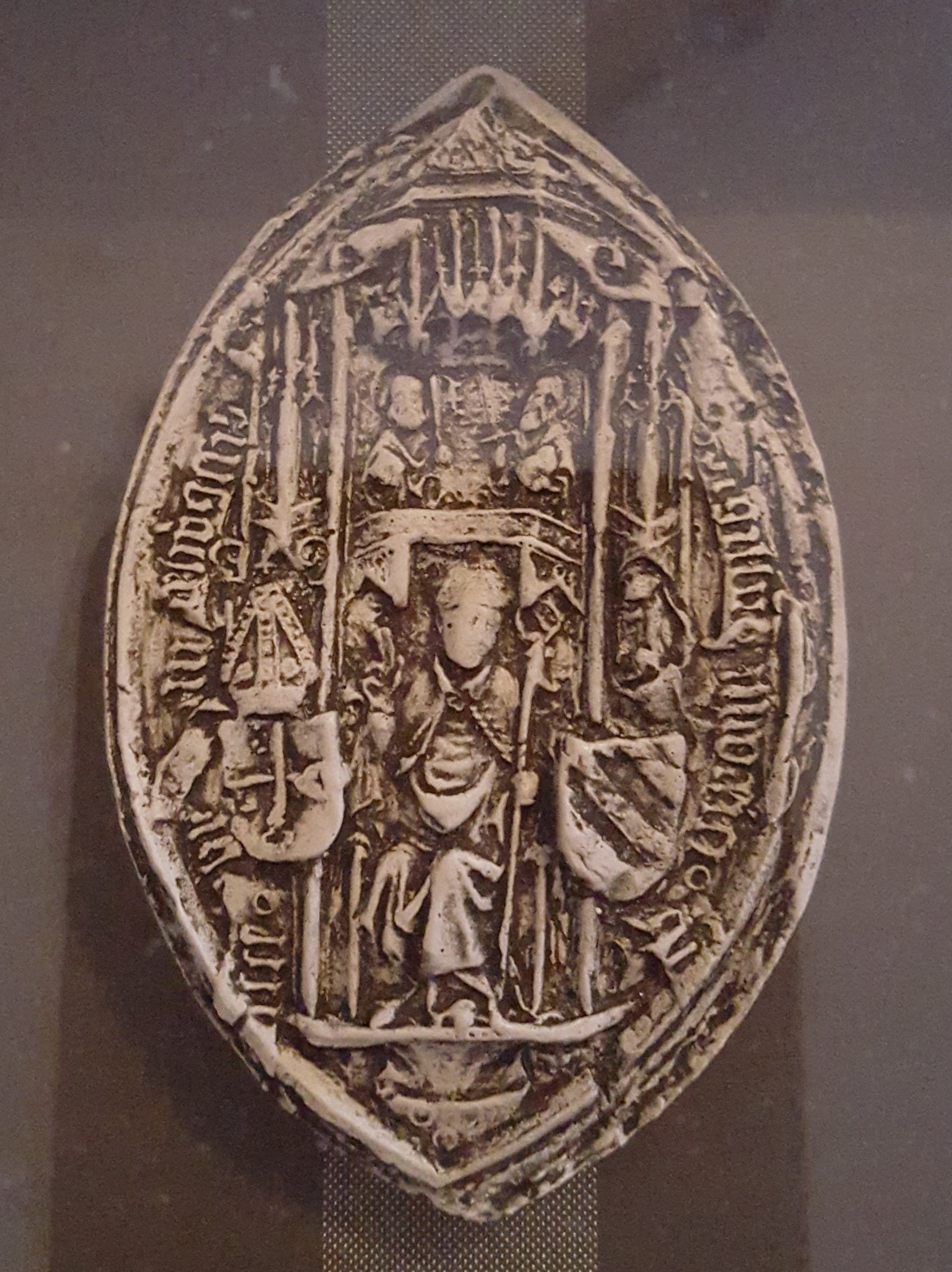
Bischöfliches Siegel Dietrichs IV., Museum für brandenburgische Kirchen- und Kulturgeschichte des Mittelalters in Ziesar

Dietrich entstammte dem brandenburgischen Adelshaus von Stechow. Er hatte einen Bruder Henning von Stechow. Im Jahr 1435 war Dietrich von Stechow Student (scholis) einer nicht benannten Universität. Zum Wintersemester 1439/40 wurde er als frater und canonicus Brandenburgensis an der Universität Leipzig immatrikuliert.
1451 wurde von Stechow als Propst des Doms zu Brandenburg und Rat des Kurfürsten von Brandenburg Friedrich II. beschrieben. Um 1453 exkommunizierte Propst Dietrich von Stechow gemeinsam mit dem Stendaler Propst Johann Eichendorf als Konservatoren des Hochstifts Havelberg den Erzbischof von Magdeburg Friedrich III., nachdem dieser zuvor den Bischof des Bistums Havelberg Konrad von Lintorff wegen der Wilsnacker Wunderhostien exkommuniziert hatte. Papst Nikolaus V. intervenierte und hob die Exkommunikationen wieder auf.

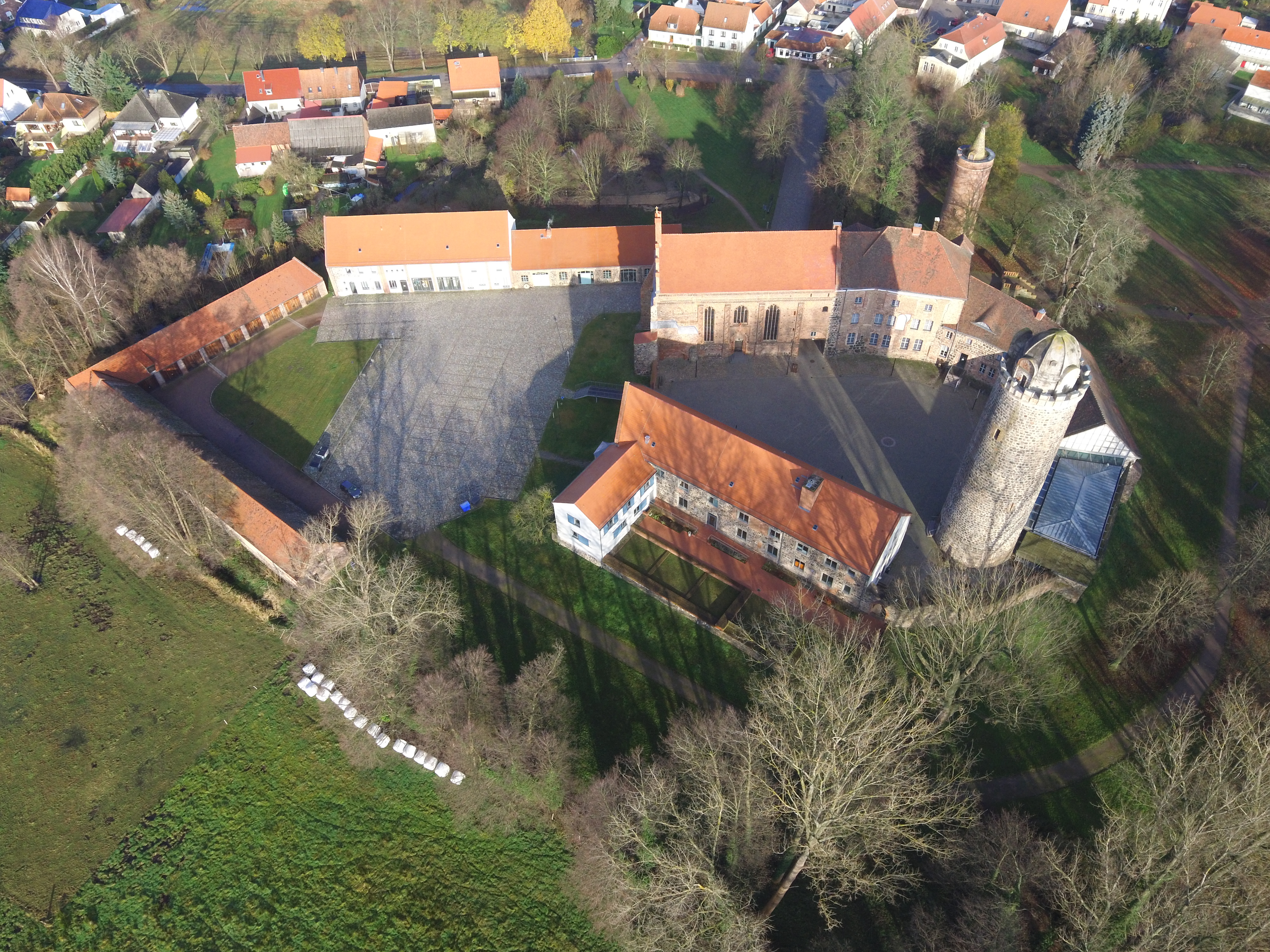
Bischofsburg Ziesar

Nach dem Tod des Bischofs Stephan Bodecker am 15. Februar 1459 machte Kurfürst Friedrich II. von seinem päpstlichen Nominationsprivileg Gebrauch und ernannte seinen Rat und Getreuen Dietrich von Stechow zum Bischof, ohne ihn durch das Domkapitel formal wählen zu lassen. Die Ernennung wurde von Papst Pius II. am 27. April 1459 bestätigt. Die Krönung fand in Cölln statt. Die Weihe Bischof Dietrichs IV. nahm der Magdeburger Erzbischof Friedrich III. vor. Hauptsächliche Wohnstätte Dietrichs III. war die bischöfliche Burg Ziesar. In den folgenden Jahren erließ er mehrere bischöfliche Statuten. 1460 erklärte Bischof Dietrich III., dass jenen, die innerhalb eines Jahres zum Bau an der einsturzgefährdeten Kirche St. Nikolai in Berlin beitrügen, ein 40-tägiger Ablass gewährt werde.
Im Stettiner Erbfolgekrieg zwischen Brandenburg und Pommern-Wolgast, der von 1464 bis 1472 andauerte, war Dietrich von Stechow einer der Gesandten des brandenburgischen Kurfürsten Friedrich II. und des Markgrafen Albrecht Achilles. 1466 belehnte der Bischof den sächsischen Kurfürsten Ernst beispielsweise mit den Burgen und Orten Gottau und Elbenau und wurde somit Lehnsherr des sächsischen Kurfürsten. Für seine Teilnahme an Kriegszügen im Stettiner Erbfolgekrieg und „Raub- und Beutezügen sowie Brandschatzung an heiligen Orten“ wurde Dietrich IV. 1470 durch Papst Paul II. ein Dispens erteilt. Im Mai 1470 wurde er nach Abdankung Friedrichs II. im Frührjahr 1470 zu einem der Statthalter der Mark Brandenburg für den Markgrafen und ab Oktober 1470 neuen Kurfürsten Albrecht Achilles, der sich in Geschäften auf der Plassenburg im fränkischen Kulmbach aufhielt, ernannt, solange dieser nicht im Land war. Albrecht Achilles bat Dietrich III. im Oktober 1470 um ein Darlehen von 2000 Gulden zur Deckung kriegsbedingter Kosten. Mindestens 1000 Gulden gewährte Dietrich III., die 1471 zurückgezahlt wurden.
1472 starb Dietrich von Stechow. Der genaue Todestag ist nicht bekannt. Die letzte von ihm ausgestellte Urkunde datiert auf den 31. Januar. Bischof Dietrich III. wurde als einziger brandenburgischer Bischof, deren Grablege normalerweise der Dom zu Brandenburg war, in der von ihm errichteten Burgkapelle St. Peter und Paul in Ziesar beerdigt.

## Bischof namens Dietrich
- Dietrich (Brandenburg) wird in der Germania-sacra nur als Dietrich genannt. Er gewann zwar die Wahl zum Bischof von Brandenburg, erhielt aber nicht die päpstliche Zustimmung, von manchen Forschern wird er trotzdem Dietrich I. genannt
- Dietrich von Kothe wird in der Germania-sacra als Dietrich I. genannt, wird von manchen Forschern aber Dietrich II. genannt
- Dietrich von der Schulenburg wird in der Germania-sacra als Dietrich II. genannt, wird von manchen Forschern aber Dietrich III. genannt
- Dietrich von Stechow wird in der Germania-sacra als Dietrich III. genannt, wird von manchen Forschern aber Dietrich IV. genannt
- Dietrich von Hardenberg wird in der Germania-sacra als Dietrich IV. genannt, wird von manchen Forschern aber Dietrich V. genannt[1]